# Avenida Loreto (Piura)
La avenida Loreto es una de las principales avenidas de la ciudad de Piura, en la provincia y departamento homónimos, en Perú.
Con una longitud de 2.31 kilómetros, esta avenida extiende de norte a sur atravesando gran parte de la ciudad. Es una de las vías con mayor movimiento comercial de la ciudad.

## Recorrido
La avenida inicia en el cruce con la calle San Cristóbal, en la urbanización El Chipe, atravesando las avenidas Luis Eguiguren y San Teodoro, hasta llegar a la intersección con la avenida Sánchez Cerro. Luego atraviesa los jirones Huánuco, Callao e Ica hasta llegar al Óvalo Grau, donde cruza la avenida homónima. Eventualmente, cruza el jirón Tumbes, la avenida Circunvalación y llegando al cruce con la Av. Don Bosco. Finalmente, finaliza en el cruce con la calle L, en la urbanización La Palmera, abarcando una longitud total de 2.31 kilómetros.